# Pankratiuskapelle (Gießen)

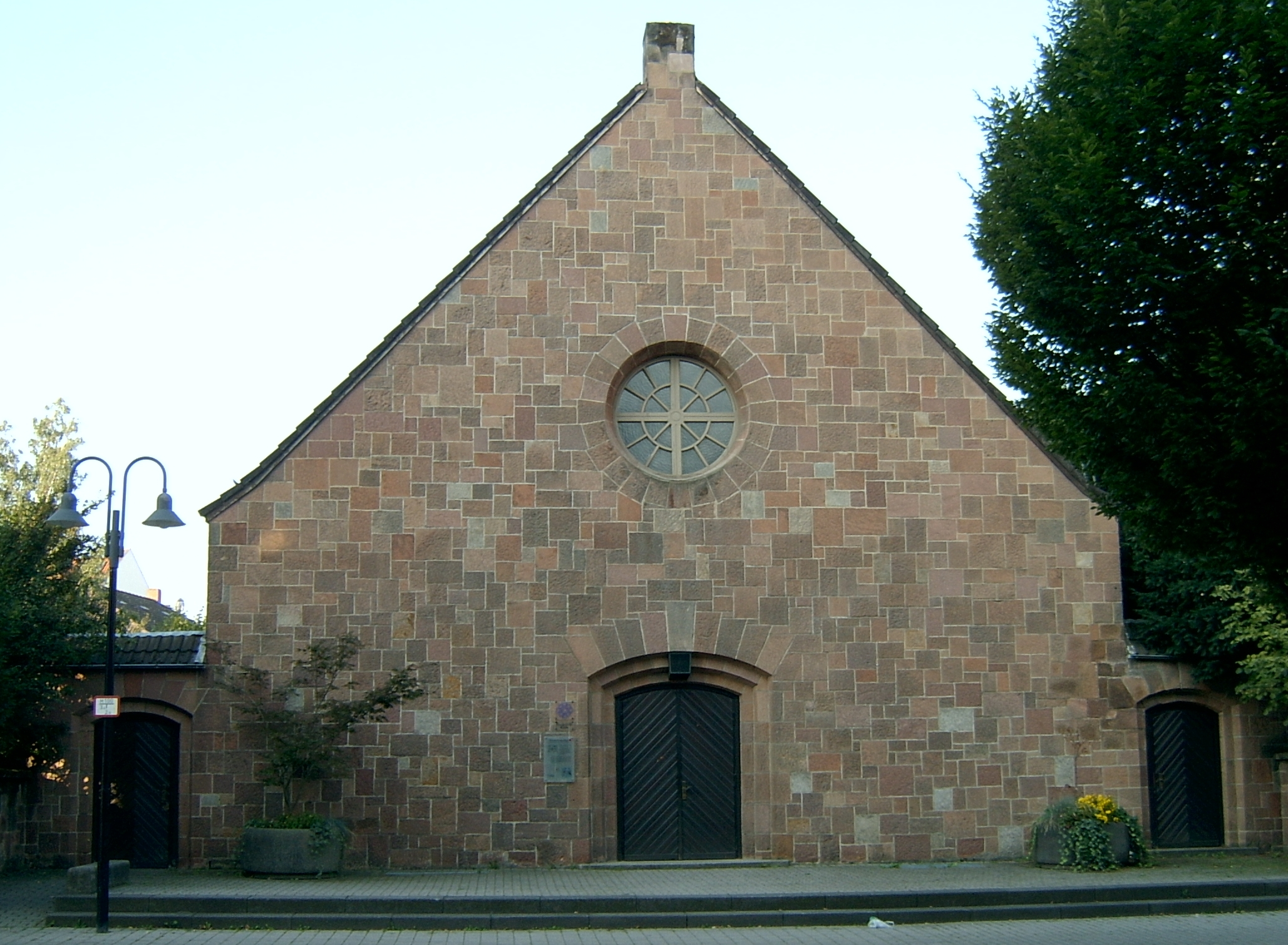
Front der Pankratiuskapelle von 1949 aus Quadersteinen

Die Pankratiuskapelle ist eine Notkirche in Gießen, die im Jahr 1949 nach Plänen des Kirchenarchitekten Otto Bartning errichtet wurde. Die Saalkirche in Holzbinder-Bauweise mit Fünfachtelschluss ist weitgehend in ihrem ursprünglichen Zustand erhalten und hessisches Kulturdenkmal. Der unweit liegende spätgotische Turm der 1944 zerstörten Gießener Stadtkirche gehört zur Pankratiusgemeinde und dient ihr als Glockenturm.

## Geschichte

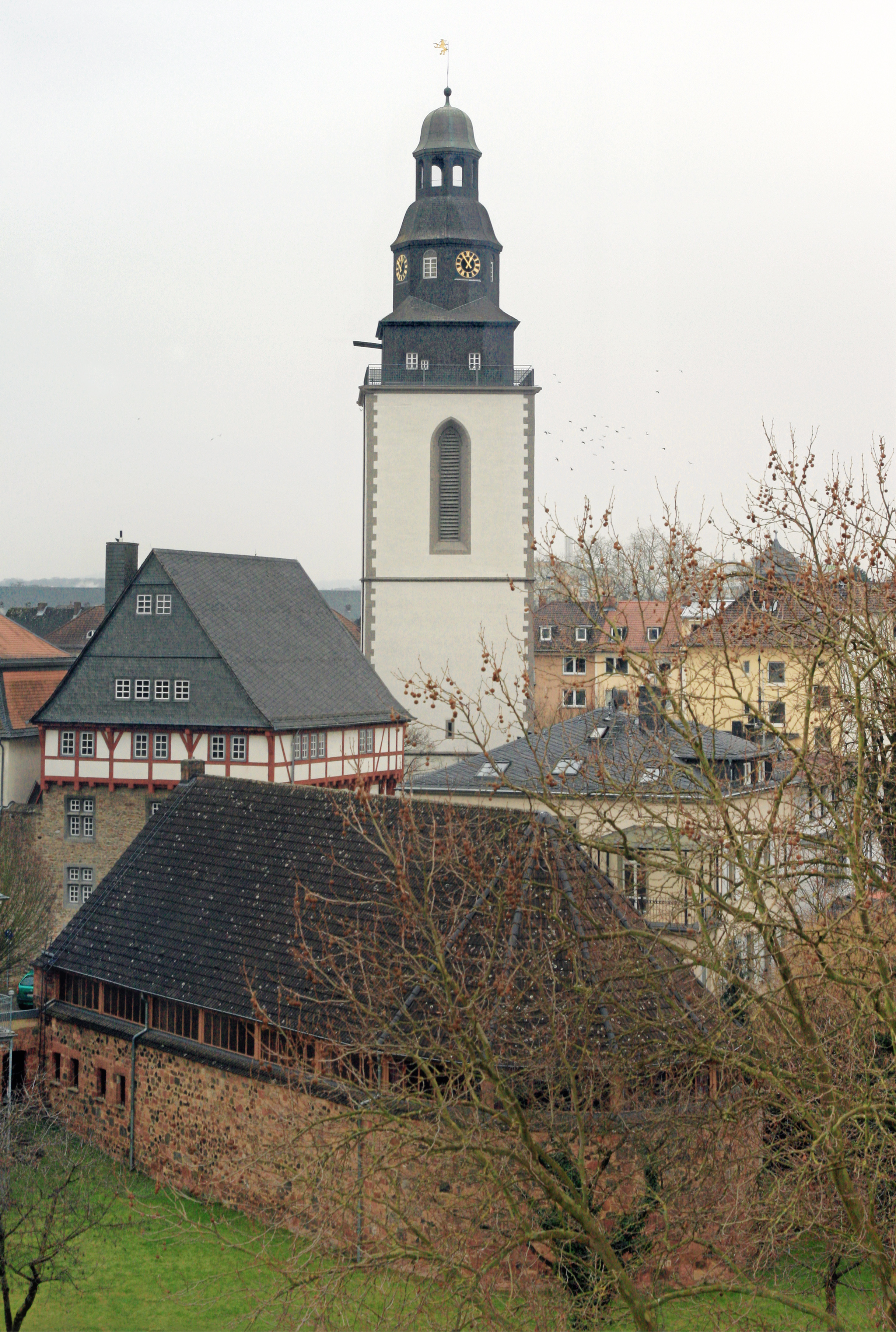
Westansicht der Pankratiuskapelle, mit Stadtkirchenturm im Hintergrund

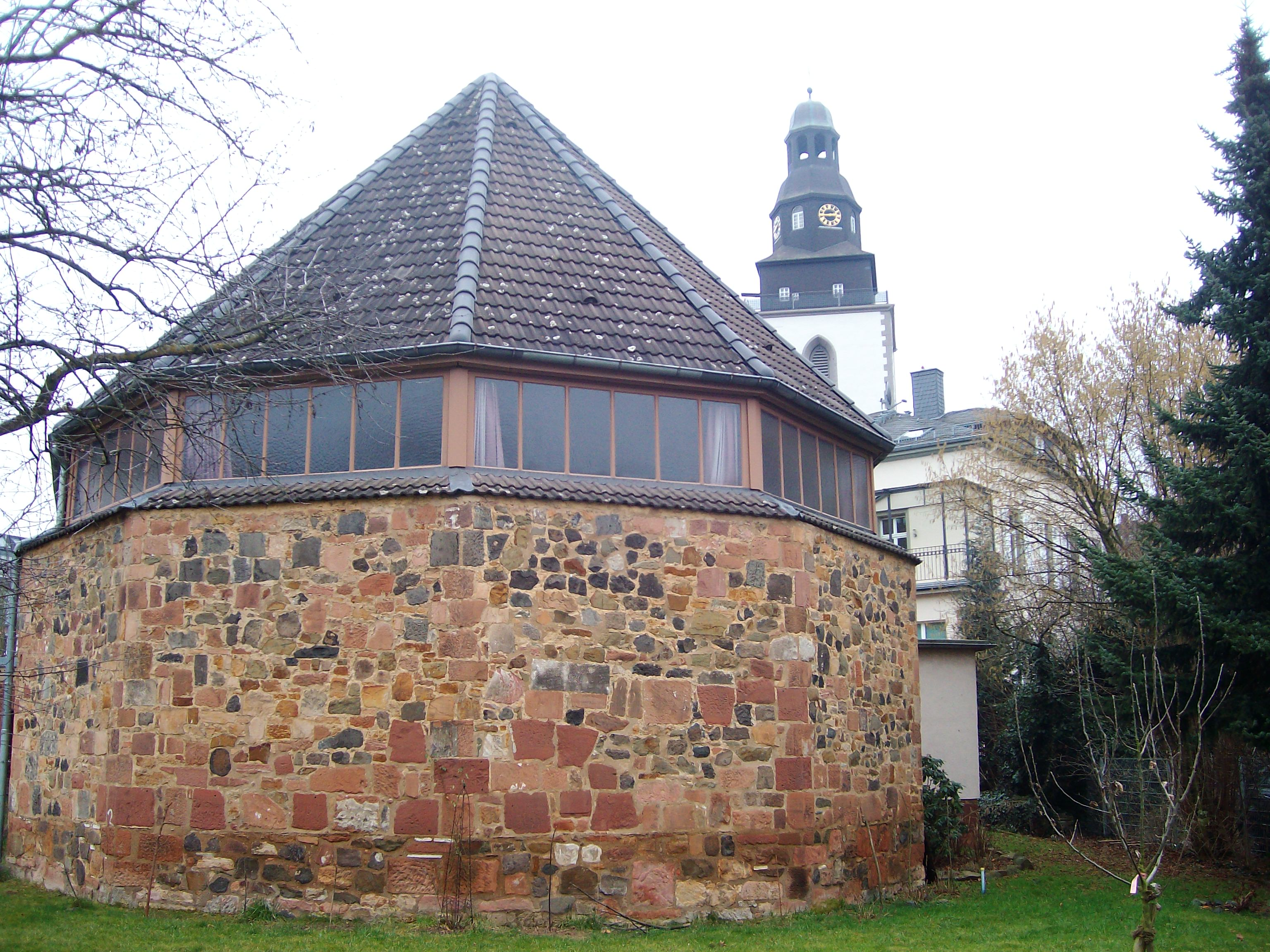
Rückansicht: Chor aus Bruchsteinen

Im 13. Jahrhundert wurde in Gießen eine „Kapelle“ errichtet, die 1248 erstmals erwähnt wurde und dem Heiligen Pankratius und Maria geweiht war. Im Jahr 1334 wurde ein gotischer Nachfolgebau zum ersten Mal als „Pfarrkirche“ bezeichnet und diente fortan als Stadtkirche. Nach dem Abriss im Jahr 1809 entstand von 1810 bis 1821 ein Neubau im Stil des Klassizismus.
Am 1. November 1892 wurde die bis dahin einzige evangelische Stadtgemeinde in vier unabhängige Kirchengemeinden mit eigenen Pfarrern aufgeteilt. Die vier Evangelisten dienten den neuen Gemeinden als Namensgeber. Die Stadtkirche wurde der Matthäus- und Markusgemeinde zugewiesen, die 1893 errichtete Johanneskirche der Lukas- und Johannesgemeinde.
Nachdem im Jahr 1910 der letzte Türmer seine Wohnung auf dem Stadtkirchenturm verlassen hatte, wurde der Turm mitsamt seiner Baulast von der Stadt Gießen auf die Kirchengemeinde übertragen und ging in ihren Besitz über. Während eines Bombenangriffs auf Gießen am 6. Dezember 1944 wurde die Stadtkirche vollständig zerstört. Der Stadtkirchturm brannte aus und verlor seinen barocken Helmaufbau. Erst 1979 wurde der dreigeschossige Helm rekonstruiert.
Die Trümmer der Stadtkirche wurden für den Bau einer Notkirche für die evangelischen Matthäus- und Markusgemeinden verwendet, die ihr Gotteshaus verloren hatten. Die heutige Pankratiuskapelle wurde nicht an alter Stelle, sondern rund 80 Meter westlich des Campanile errichtet. Die Suche nach einem Bauplatz führte zum Streit mit dem Stadtbauamt. Ein städtischer Bauplatz in der Wetzsteinstraße 32, dem früheren Säuglingsheim, wurde nicht genehmigt. So wich man auf den Pfarrgarten der Matthäusgemeinde aus. Während das Stadtbauamt eine Verlegung um 10 Meter hinter die Straßenflucht forderte, wollte Bartning allenfalls 3 Meter. Genehmigt wurden schließlich 5 Meter. Sie wurden von vielen als Provisorium verstanden, bis die alte Kirche wieder aufgebaut werden würde, wie man hoffte. Bartning selbst dachte bei dem missverständlichen Begriff der „Notkirchen“ nicht an behelfsmäßige Kirchen, sondern an solide ausgeführte Bauten, die allerdings „aus der Not der Zeiten entstanden.“ Bauleiter vor Ort war Baurat Hans Meyer aus Gießen.
Der Bau war eine Stiftung des Weltrats der Kirchen und wurde durch eine Spende der Evangelical and Reformed Church of St. Louis in Höhe von $ 10.000 ermöglicht. Durch die finanzielle Hilfe aus dem Ausland entstanden insgesamt 43 Notkirchen in ganz Deutschland. Die Organisation in Deutschland übernahm ab 1945 das Evangelische Hilfswerk unter der Leitung von Eugen Gerstenmaier. Bauleiter wurde Bartning. Dekan Karl Schmidt war Ende 1947 auf das Projekt aufmerksam geworden. Da die ersten Mittel vergeben waren, wurde erst der zweite Antrag Ostern 1948 bewilligt. Maßgeblich vermittelte Marlene Mertens geb. Stein, die in den 1930er-Jahren in die USA ausgewandert war, die Stiftung. Nach dem Konzept von Bartning und Gerstenmaier wurden den Gemeinden entsprechend dem Baukastensystem Fertigteile zur Verfügung gestellt, um deren Finanzierung sich das Hilfswerk kümmerte. Die Fundamentierung und die Ausfachung durch Mauerwerk geschah hingegen wie auch bei den anderen Notkirchen durch Eigenleistung der Gemeinde nach dem Motto „Hilfe zur Selbsthilfe“. Die Holzkonstruktion, die Türen und die Fenster wurden serienmäßig hergestellt und aus dem Ausland gespendet und vor Ort geliefert. Die Empore und das Kirchengestühl waren ebenfalls Bestandteil der Schenkung. Durch die Namensgebung „Pankratius“ sollte an die Geschichte der alten Stadtkirche angeknüpft werden. Die ersten Fundamentarbeiten erfolgten am 1. November 1948 durch Faber & Schnepp. Die Kellerdecke war am 3. Januar 1949 fertig. Das Richtfest wurde am 14. April 1949 gefeiert, Emporen und eine Warmluftheizung Anfang Mai und die Fenster Anfang Juni eingebaut. Der Rohbau wurde am 9. Juli 1949 fertiggestellt. Der letzte Gottesdienst in den Trümmern der alten Stadtkirche war am 1. Oktober 1949. Einen Tag später, am 2. Oktober 1949, fand die Einweihung der Kapelle statt.
Nachdem ab den 1960er-Jahren vor allem Familien aus dem Innenstadtbereich wegzogen, fusionierten die Gießener Kirchengemeinden Markus und Matthäus am 1. Januar 2004 zur Evangelischen Pankratiusgemeinde. Zu dem Zeitpunkt umfasste die Matthäusgemeinde noch 1817 und die Markusgemeinde 943 Mitglieder. Von den im Jahr 2019 unverändert 2760 Mitgliedern wohnt ein Drittel außerhalb der Innenstadt. Die Pankratiusgemeinde weiß sich in besonderer Weise dem sozialpolitischen Anliegen von Georg Schlosser, dem ersten Pfarrer der Matthäusgemeinde (1893–1915), verpflichtet. Durch den Zusammenschluss von  Lukasgemeinde und Pankratiusgemeinde Anfang 2022 entstand die Evangelische Gesamtkirchengemeinde Gießen Mitte. Zu der Gesamtkirchengemeinde kamen Anfang 2024 die Stephanusgemeinde und die Petrusgemeinde dazu. Die Gesamtkirchengemeinde mit etwa 9000 Mitglieder gehört zum Evangelischen Dekanat Gießen der Propstei Oberhessen in der Evangelischen Kirche in Hessen und Nassau. Zusammen mit weiteren Gemeinden aus dem Stadtbereich Gießen soll sie 2026 in die Evangelische Philippusgemeinde Gießen aufgehen.

## Baubeschreibung

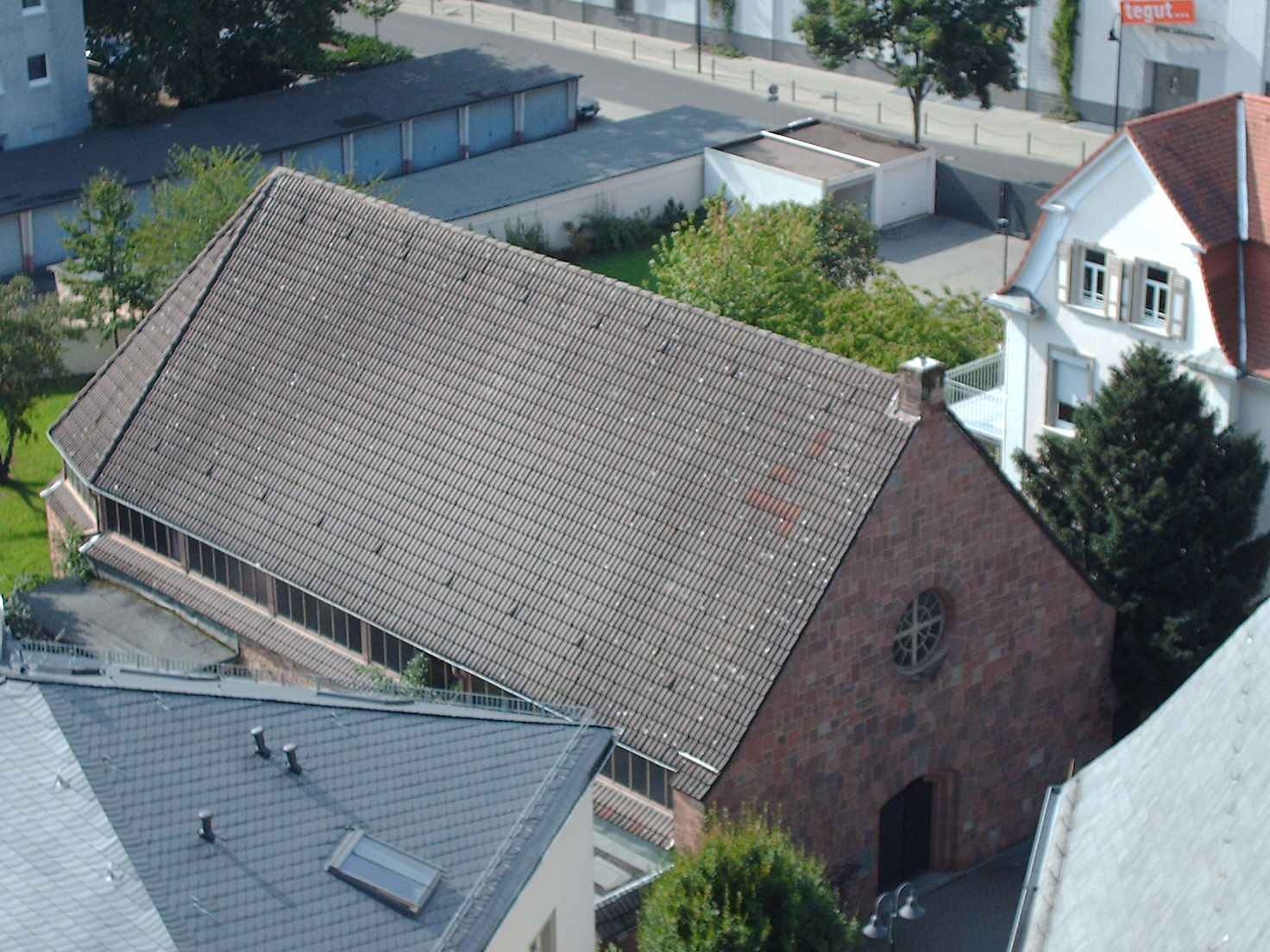
Blick vom Stadtkirchenturm aus

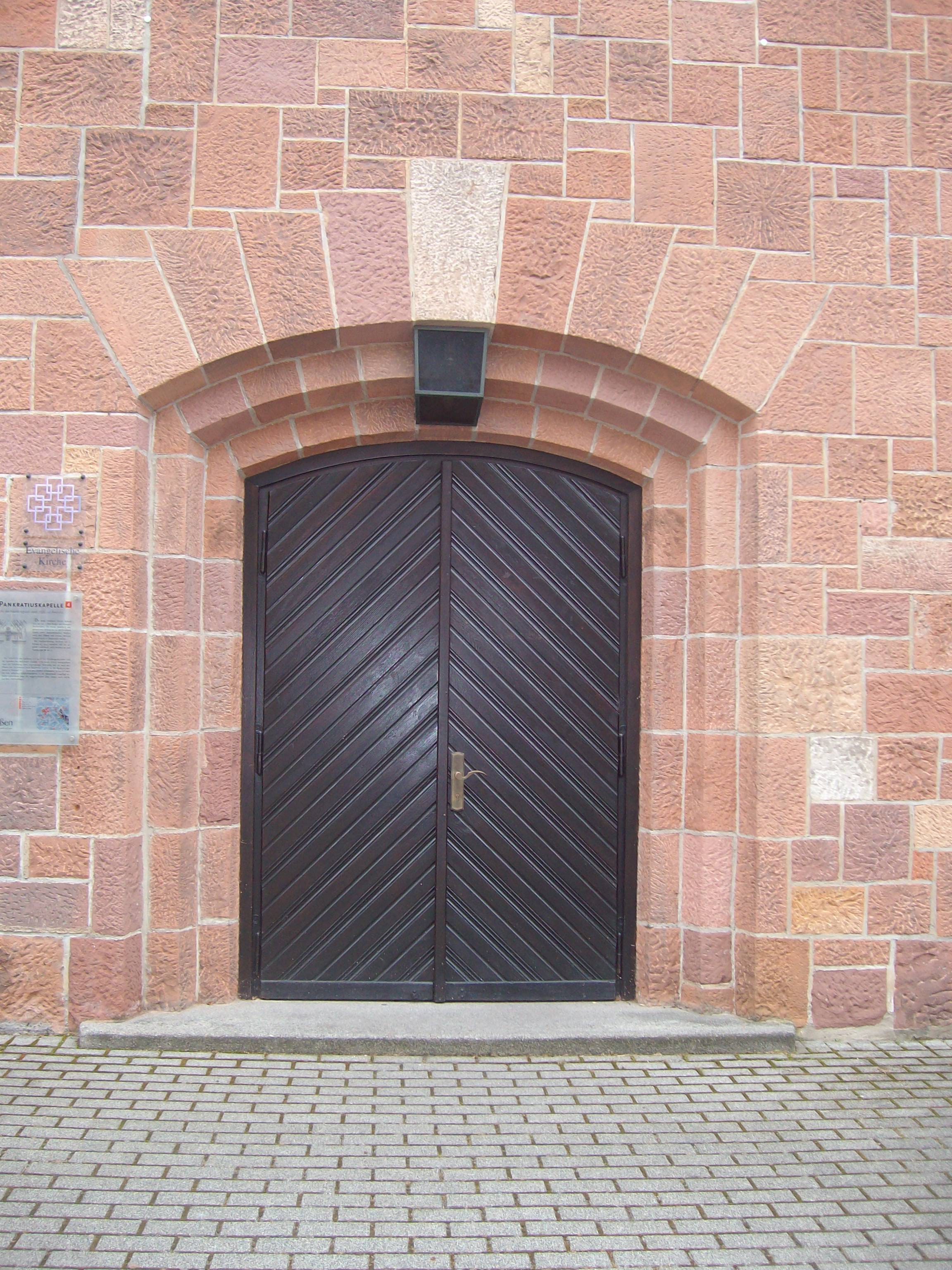
Portal an der Straßenfront im Nordosten

Die Bartning-Notkirche in Gießen entspricht dem „Typ B“. Die schlichte, nicht geostete Saalkirche hat im Südwesten einen polygonalen Fünfachtelschluss für den Altarraum. Sie ist 25 Meter lang, 11,50 Meter breit, etwa 11 Meter hoch und bietet etwa 500 Besuchern Platz. Der Kirchenarchitekt Otto Bartning aus Darmstadt entwickelte im Zusammenwirken mit dem Schweizer Emil Staudacher das Konzept eines tragenden Holzbinders, auf dem das Dach ruhte. Das hölzerne Tragwerk in Montagebauweise ist von Mauerwerk umschlossen. Die Zwischenräume sind mit innen sichtbarem, nicht tragendem Bruchsteinmauerwerk ausgefacht, das ebenso wie die Steine im Fundamente zum großen Teil aus der zerstörten Stadtkirche stammt. Durch die Einbeziehung von Steinen aus allen Vorgängerkirchen sollte die Kontinuität mit den Vorgängerbauten zum Ausdruck gebracht werden. Die Straßenfassade im Nordosten verwendet Quadermauerwerk aus ortsüblichem, unverputztem Sandstein in verschiedener bunter Färbung und unterschiedlicher Größe, die Langseiten und der Chor haben Bruchsteinmauerwerk mit gelbem Mörtel.
Die giebelständige, turmlose Pankratiuskapelle mit ihrem steilen Satteldach ist um 4,70 Meter aus der Häuserflucht der benachbarten Pfarrhäuser der Matthäus- und Markusgemeinde zurückgesetzt, wodurch ein kleiner Vorplatz entsteht. Die symmetrische Giebelseite wird durch ein axiales, zweifach abgestuftes Portal mit Stichbogen und durch eine Fensterrose im Giebeldreieck geprägt. Durch zwei seitlich angebaute kleine Tore wird die Schauseite optisch verbreitert. Der Bau eines Turms war nicht erforderlich, da der benachbarte Stadtkirchenturm der Gemeinde gehört und als Glockenturm dient. Am Ende der nördlichen Langseite sind vier kleine Fenster mit geradem Sturz aus Sandstein eingelassen, während an der Südostseite zwei niedrige, quaderförmige Anbauten vorgelagert sind. Abgesehen vom Bruchstein-Sockel sind sie weiß verputzt. Der südliche Anbau dient als Sakristei. Der Innenraum wird an beiden Langseiten und im Chor durch ein hochsitzendes Fensterband unterhalb der Traufe belichtet. Das matte Fensterglas wird durch Sprossen in kleine Rechtecke gegliedert.

## Ausstattung

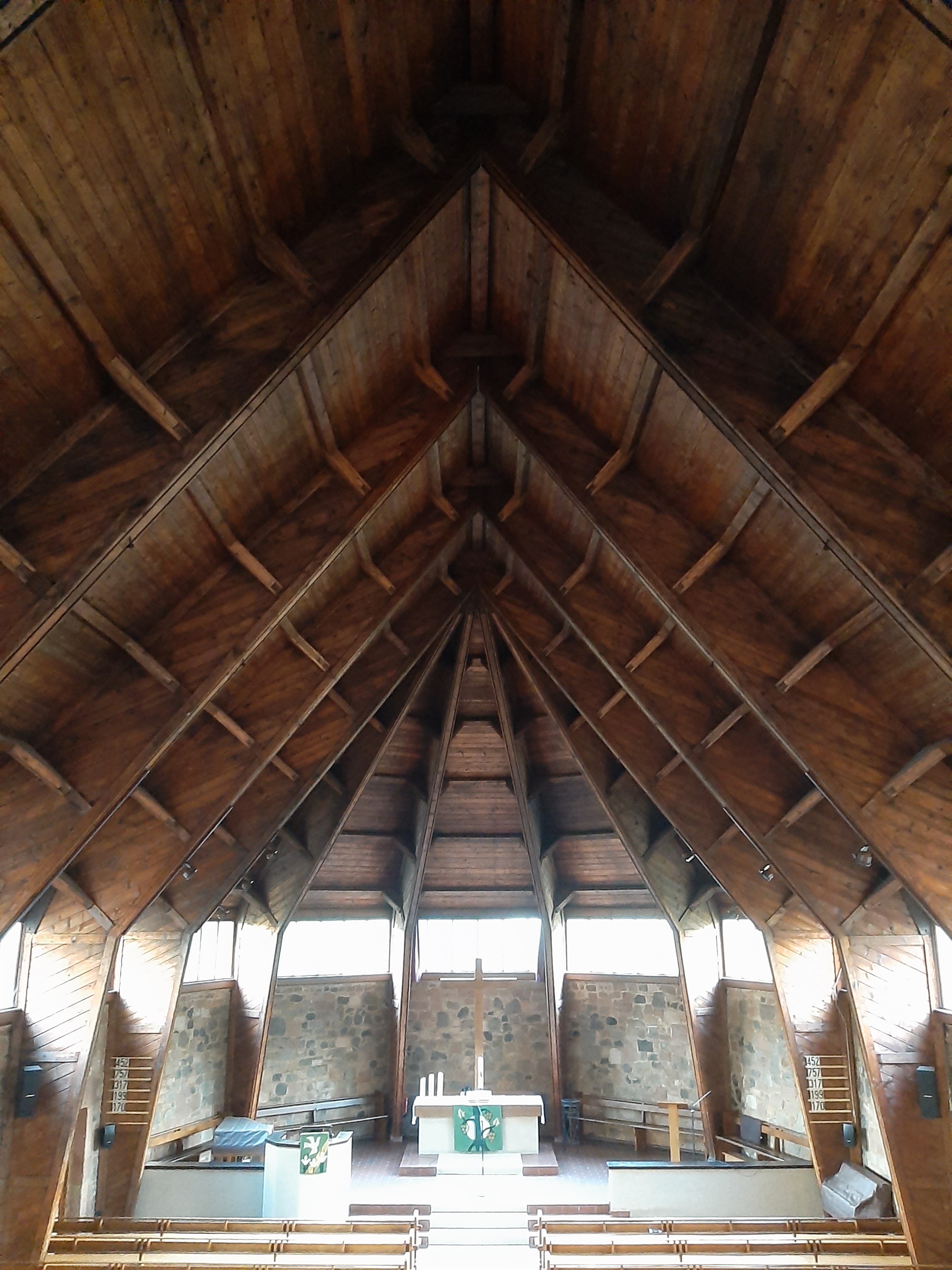
Blick von der Empore zum Altarraum

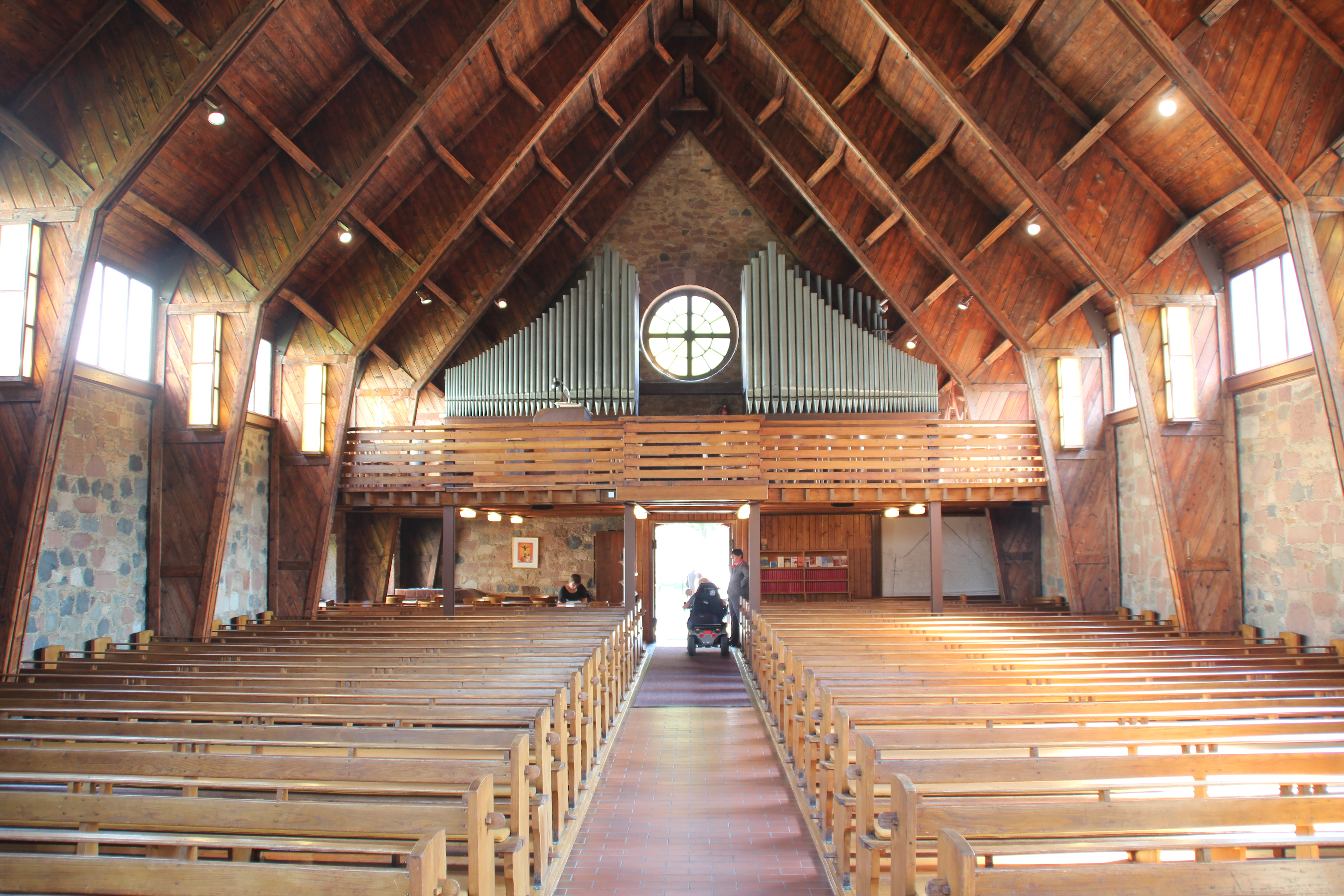
Innenraum Richtung Orgelempore

Der Innenraum wird durch das holzsichtige Tragwerk beherrscht, das an die Wandpfeiler eines Kirchenschiffs erinnert. Vier Holzbinder-Pfeilerpaare verbreitern sich nach oben und gehen in die tragenden Balken der Giebeldecke über, wo sie sich wieder verjüngen. Im Altarbereich erweckt das sternförmig zulaufende Dachgebälk den Eindruck eines gotischen Sterngewölbes. Die Nordost-Empore ruht auf vier viereckigen Holzpfosten und dient als Aufstellungsort für die Orgel. Für den Dirigenten ist in der Emporenbrüstung eine Aussparung vorgesehen. Der Eingangsbereich unterhalb der Empore ist nicht abgetrennt und dient zur Erweiterung des Kirchenraums. Das schlichte hölzerne Kirchengestühl auf hölzernen Sockeln stammt aus der Erbauungszeit und lässt einen Mittelgang frei. Es ist auf den Altarbereich im Südwesten ausgerichtet und bietet fast 500 Besuchern Platz.
Der Fußboden wurde in den 1970er-Jahren mit roten Ziegelsteinen neu belegt. Der Altarbereich ist gegenüber dem langgestreckten Schiff um drei Stufen erhöht und hat an den Seiten eine niedrige, aufgemauerte weiße Altarbrüstung, die den sakralen Bereich markiert. Der mittig aufgestellte Blockaltar auf steinernem Sockel wird von einer dicken, hölzernen Mensa bedeckt. Hinter dem Altar ist ein schlichtes Holzkreuz aufgestellt. Eine flache Messingschale auf einem schmiedeeisernen Gestell bildet das Taufbecken. Die polygonale, weiße Kanzel an der Südseite ist in die Altarraumbrüstung integriert. Eine schlichte Rechtecktür im Süden ermöglicht den Durchgang zum Sakristeianbau. Die Kastenleuchten an den Bindern sind original erhalten und wurden später durch weitere Deckenleuchten ergänzt.

## Orgel

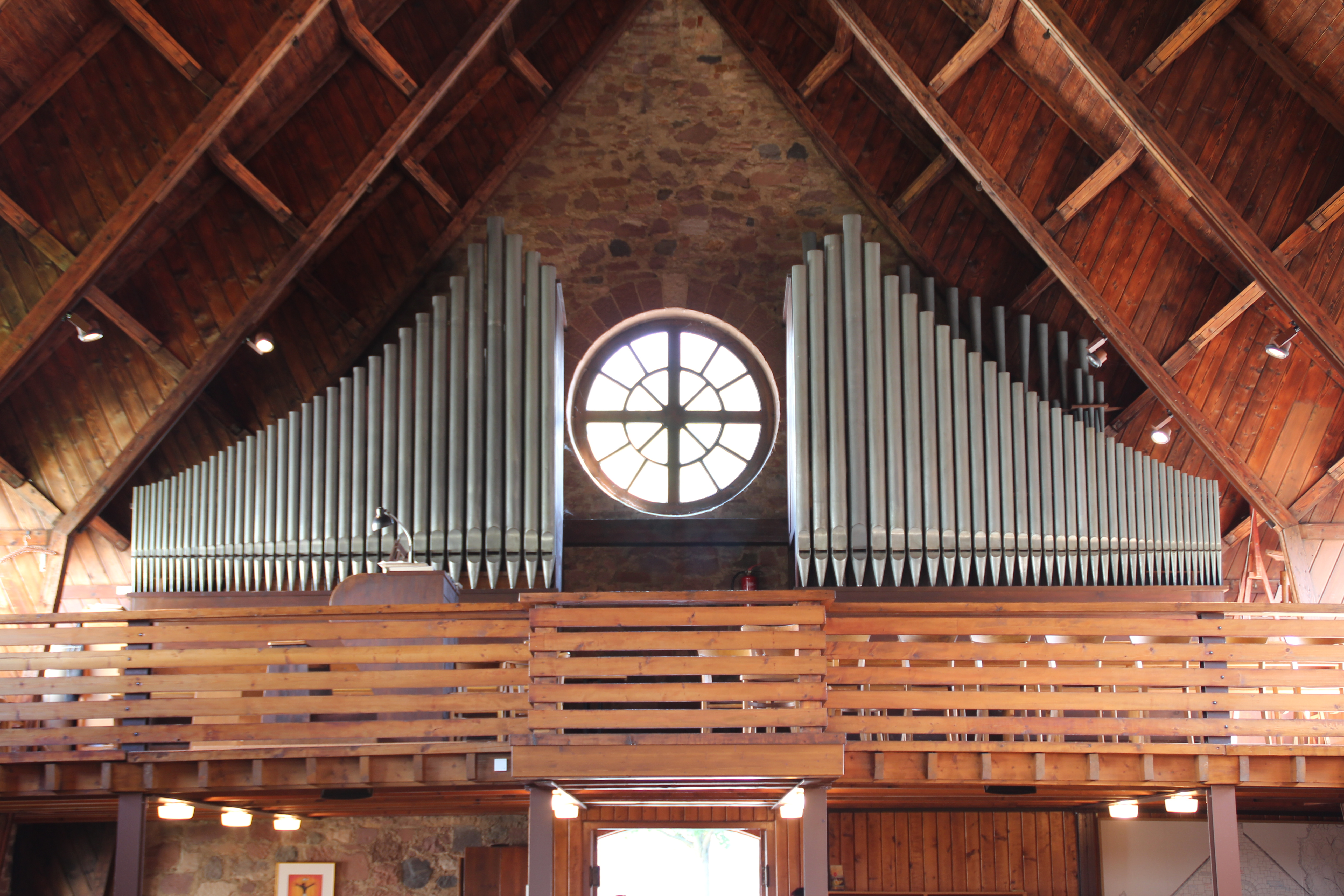
Raschke-Orgel von 1949

Joseph Raschke aus Speyer stellte 1949 die Orgel hinter einem zweigeteilten Freipfeifenprospekt fertig. Der freistehende Spieltisch ist vor dem linken Gehäuseflügel rechtwinklig zum Prospekt aufgestellt. Die Windladen werden durch eine elektrische Traktur angesteuert. Sie verfügt über 16 klingende Register mit 1139 klingenden von insgesamt 1155 Pfeifen, die sich auf zwei Manuale und Pedal verteilen.
| I Manual C–a3 |       |
| Prinzipal     | 8′    |
| Gedackt       | 8′    |
| Salicional    | 8′    |
| Oktav         | 4′    |
| Quinte        | 2 ⁄3′ |
| Blockflöte    | 2′    |
| Mixtur III–IV | 1 ⁄3′ |

| II Manual C–a3 |    |
| Flöte          | 8′ |
| Quintatön      | 8′ |
| Gemshorn       | 4′ |
| Oktav          | 2′ |
| Cimbel III     | 1′ |
| Krummhorn      | 8′ |

| Pedal C–f1          |     |
| Subbass             | 16′ |
| Gedacktbass (aus I) | 8′  |
| Choralbass          | 4′  |
| Stille Posaune      | 16′ |

- Koppeln:
  - Normalkoppeln: II/I, I/P, II/P
  - Super- und Suboktavkoppeln: II/I
- Spielhilfen: Feste Kombination Tutti, 1 freie Kombination, 1 freie Pedalkombination, Handregister, Auslöser, Zungen ab, Zungeneinzelabsteller